# 윤리학자 목록
다음은 윤리학자 목록이다.

## A-Z
- B. F. 스키너
- G. E. M. 앤스콤
- G. E. 무어
- J. L. 매키
- R. M. 헤어
- W. D. 로스

## ㄱ
- 가잘리
- 게오르크 지멜
- 공자
- 교황 요한 바오로 2세

## ㄴ
- 나나크
- 노먼 대니얼스
- 노엄 촘스키
- 니콜로 마키아벨리
- 닉 보스트롬

## ㄷ
- 다비트 프리드리히 슈트라우스
- 대니얼 위클러
- 댄 브록
- 데렉 파핏
- 데이비드 베네타
- 데이비드 흄
- 도나시앵 알퐁스 프랑수아 드 사드
- 듀걸드 스튜어트
- 디트리히 본회퍼

## ㄹ
- 라우리 잉만
- 라인홀드 니부어
- 레슬리 스티븐
- 레프 톨스토이
- 로널드 드워킨
- 로런스 콜버그
- 로버트 노직
- 로베르토 벨라르미노
- 루돌프 크리스토프 오이켄
- 루키우스 안나이우스 세네카
- 리처드 니버
- 리처드 로티
- 리처드 프라이스

## ㅁ
- 마르쿠스 파비우스 퀸틸리아누스
- 마르키온
- 마르틴 부버
- 마르틴 하이데거
- 마사 누스바움
- 마오쩌둥
- 마이모니데스
- 마이클 샌델
- 마틴 루터 킹 주니어
- 마하트마 간디
- 막스 셸러
- 막스 슈티르너
- 맹자
- 머레이 북친
- 머리 로스바드
- 메리 데일리
- 모리스 블랑쇼
- 모리츠 슐리크
- 모세
- 모티머 J. 애들러
- 묵자

## ㅂ
- 바뤼흐 스피노자
- 바하올라
- 버나드 윌리엄스
- 버트런드 러셀
- 베르나르 드 클레르보
- 블레즈 파스칼
- 비베카난다
- 빅토르 골란츠
- 빔라오 람지 암베드카르

## ㅅ
- 샘 해리스
- 석가모니
- 셸리 케이건
- 쇠렌 키르케고르
- 순자
- 스탠리 하우어워스
- 십계명
- 쑨원

## ㅇ
- 아르투어 쇼펜하우어
- 아리스토텔레스
- 아마르티아 센
- 아브라함 J. 헤셸
- 아소카
- 아우구스티누스
- 아이리스 머독
- 아인 랜드
- 알도 레오폴드
- 알랭 바디우
- 알리야 이제트베고비치
- 알베르 카뮈
- 알베르트 슈바이처
- 알폰소 마리아 데 리구오리
- 암브로시우스
- 애덤 스미스
- 앨러스터 매킨타이어
- 에드워드 사이드
- 에리히 프롬
- 에마뉘엘 레비나스
- 에피쿠로스
- 예수
- 오토 바이닝거
- 올라프 스테이플던
- 요한 프리드리히 헤르바르트
- 위르겐 하버마스
- 윌리엄 울러스턴
- 윌리엄 휴얼
- 이마누엘 칸트
- 이븐 시나
- 이즈리얼 커즈너

## ㅈ
- 자라투스트라
- 자아우딘 사르디르
- 자크 마리탱
- 장자크 루소
- 제14대 달라이 라마
- 제러미 벤담
- 제인 제이콥스
- 제임스 밀
- 제임스 칠드레스
- 조셉 라즈
- 조셉 플레처
- 조지 불
- 존 랠스톤 소울
- 존 러스킨
- 존 로크
- 존 롤스
- 존 맥도웰
- 존 셸비 스퐁
- 존 스튜어트 밀
- 존 하사니
- 존 하워드 요더
- 존 험프리
- 주디스 버틀러
- 주디스 자비스 톰슨

## ㅋ
- 카를 빌헬름 프리드리히 슐레겔
- 카를오토 아펠
- 콘스탄틴 치올콥스키
- 크리스티안 볼프
- 크리스틴 코스가드
- 크세노크라테스

## ㅌ
- 타데우시 코타르빈스키
- 토마스 네이글
- 토마스 아퀴나스
- 토머스 헨리 헉슬리
- 토머스 홉스
- 토머스 힐 그린
- 톰 비첨
- 폴 틸리히

## ㅍ
- 표트르 크로폿킨
- 프랜시스 베이컨
- 프랜시스 허치슨
- 프리드리히 니체
- 프리드리히 슐라이어마허
- 프리드리히 실러
- 플라톤
- 피에르 아벨라르
- 피터 메더워
- 피터 싱어
- 필론
- 필리파 풋
- 필립 도드리지
- 필립 페팃

## ㅎ
- 한스 큉
- 한스헤르만 호페
- 함무라비
- 허버트 스펜서
- 헨리 시즈윅
- 후고 그로티우스

## 같이 보기
- 철학자 목록